# Poggio (Ancona)
Il Poggio (El Pogiu in dialetto anconitano, El Poj in dialetto gallo-piceno) è una località italiana, frazione del comune di Ancona.
Per distinguere questo centro dai numerosi altri con nome uguale, esso è anche detto Poggio di Ancona.

## Caratteristiche
Il Poggio appartiene al sistema difensivo medievale della città di Ancona, denominato Castelli di Ancona; in quest'ambito, insieme a Varano, Massignano, Numana e Sirolo, ebbe nel Medioevo e fino al 1532 la funzione di difendere il tratto costiero meridionale del territorio anconitano.
È situato sulle falde occidentali del Monte Conero o Monte d'Ancona, all'interno del parco regionale del Conero, ai margini del bosco; insieme alla vicina Massignano è sempre stata legata ad attività tipiche di montagna: la ceduazione, l'estrazione della pietra da varie cave, i rimboschimenti, la produzione di carbone. La vicinanza con i boschi è stata importante anche per ciò che riguarda il folclore e le usanze.
Al legame con il Monte si affianca anche quello strettissimo con il mare, dato che in territorio del Poggio ricade uno dei tratti più maestosi della costa alta del Conero. Tra le contrade del Poggio c'è quella marittima di Portonovo, una delle località turistiche più note della Riviera del Conero, ma importante anche per la storia e l'arte, per la quale si rimanda alla voce ad essa dedicata. Le attività marinare della pesca, del trasporto marittimo del materiale cavato nella costa alta e, a partire dagli anni cinquanta, l'accoglienza turistica, sono perciò anch'esse fortemente legate alla vita poggese.
Il Poggio è formato da tre nuclei molto vicini tra loro ma distinti: il più antico, sede dell'antico castello, è il Poggio alto, situato su un'altura posta a fianco del massiccio principale del Conero. Ancor oggi tra le case si può rintracciare il perimetro delle mura, all'interno del quale si trova l'antica chiesa di Santa Lucia, di origini medievali, oggi sede di una raccolta di oggetti che documentano le attività tradizionali della zona. Ai margini dei confini del castello sorge invece la chiesa parrocchiale di San Biagio, settecentesca, che custodisce un antico organo processionale, gioiello musicale la cui costruzione risale al Cinquecento ed è quindi uno dei più antichi delle Marche. Il nome di San Biagio, patrono di Ragusa ricorda l'immigrazione al Poggio di comunità dalmate nel corso del XV secolo.
Gli altri due centri che compongono la frazione sono le Casette del Poggio e la Costa, detta anche Poggio Sant'Antonio. Le Casette sorgono sempre ai margini del bosco, ma a quota più bassa e lungo il corso del torrente Fulcinese. Sant'Antonio è costruito invece sulla sella che unisce la collina del castello con il Monte Conero vero e proprio; essendo situata tra gli altri due nuclei, da sempre funge da punto di incontro e perciò è stata sede di vari servizi pubblici, tra cui l'osteria.
Tutti i nuclei hanno in comune l'aspetto delle case, costruite in calcare del Conero e scaldate d'inverno con riscaldamento a legna. Queste caratteristiche architettoniche, insieme alla vicinanza ai boschi e alle presenza di alte rupi, danno al Poggio le caratteristiche di un paese di montagna, per quanto il mare sia visibile da vari punti panoramici.

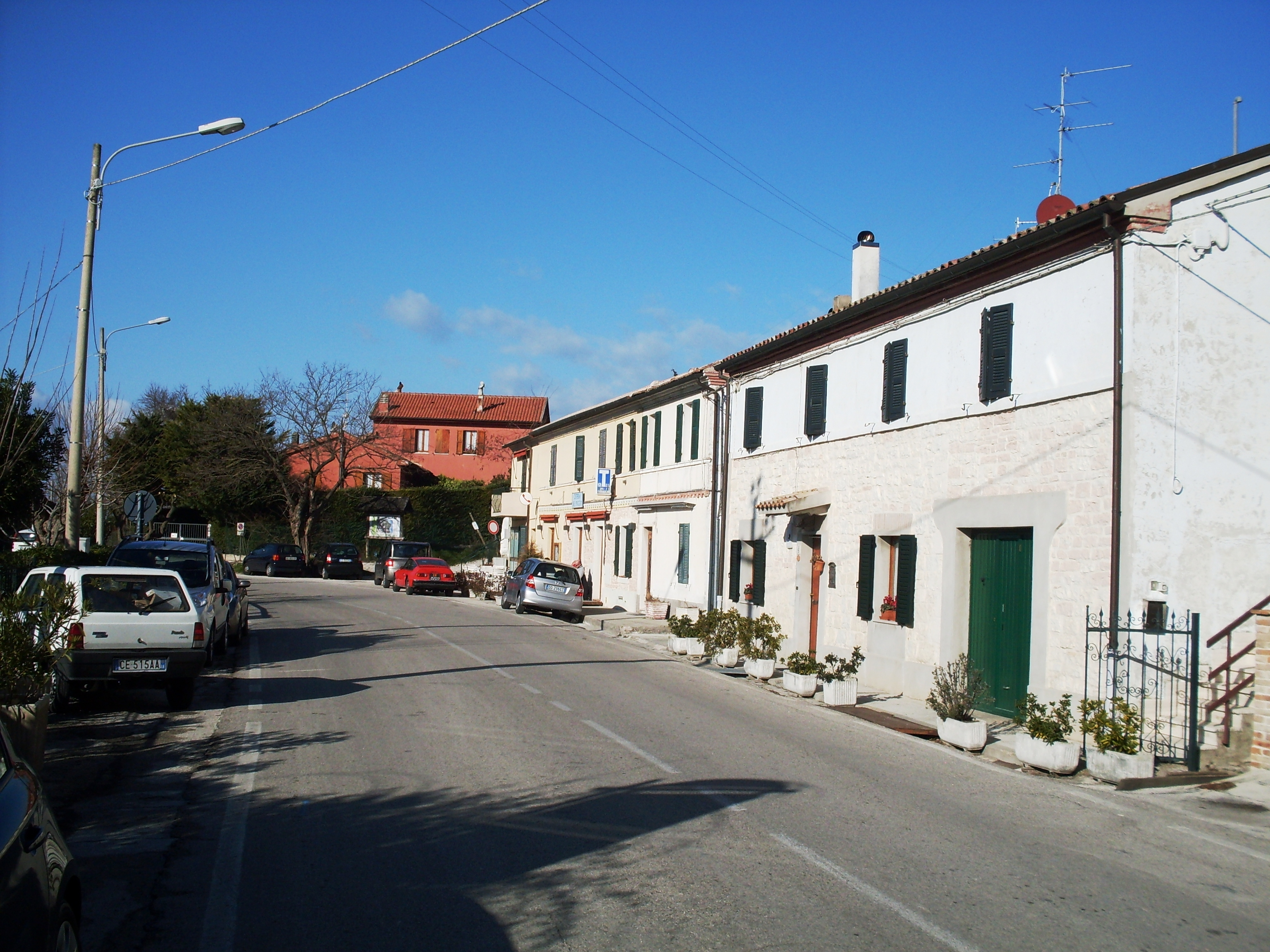
Il nucleo abitato di Sant'Antonio

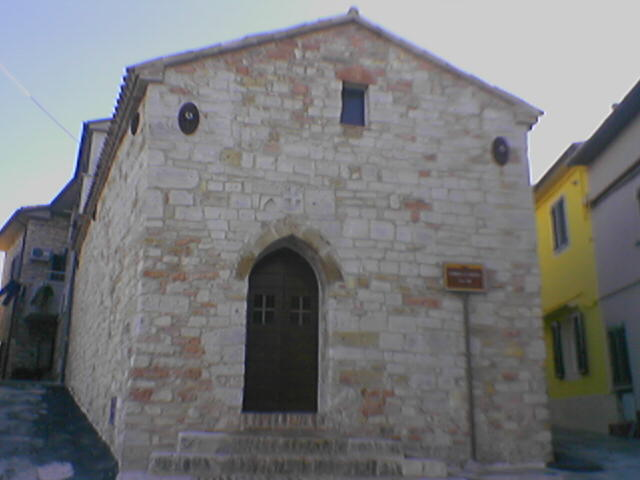
Chiesetta romanica di Santa Lucia

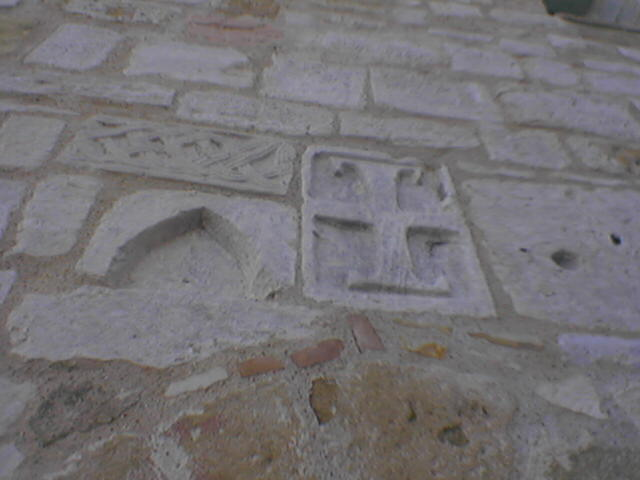
Bassorilievo sopra il portale

La particolare posizione geografica tra monte e mare, il relativo isolamento dovuto alla orografia del Monte e della costa alta hanno donato al Poggio una spiccata individualità e ai suoi abitanti un senso molto forte di appartenenza, nonostante la vicinanza con il capoluogo comunale. Dialetto (vedi il paragrafo ad esso dedicato), tradizioni ed usanze, per gli stessi motivi, sono peculiari.

## Monumenti e luoghi d'interesse
Alcuni luoghi del paese sono contraddistinti da ampi panorami, verso la costa o verso l'interno; tra questi si ricorda il Piano di Stiano, nei pressi dell'incrocio tra la provinciale del Conero e quella per Camerano. Da questo altipiano la vista, amplissima, spazia su tutta la regione, sino agli Appennini.
Tra i monumenti si ricordano:
- la chiesa medievale di Santa Lucia,
- la parrocchiale settecentesca di San Biagio, con il pregiato organo rinascimentale,
- il piccolo monumento ai caduti della Prima Guerra Mondiale.

## Contrade
Il territorio del Poggio, come quello di tutte le altre frazioni di Ancona, è suddiviso in contrade. Esse sono, da nord a sud:
- Montirozzo,
- Boranico del Poggio[6],
- Campana,
- Fulcinese o Fontanelle del Poggio[7],
- Portonovo,
- Tomba,
- Stiano,
- Cave,
- Gradina.

## Festa della Madonna del mare
Nel giorno di Ferragosto, da circa un secolo, gli abitanti del Poggio festeggiano la "Madonna del mare". La festa si articola in una processione durante la quale i membri della confraternita di Santa Lucia si recano dal Poggio a Portonovo accompagnando l'immagine della Madonna del pescatore; da qui la processione continua su imbarcazioni che raggiungono il largo dove si svolge il rituale delle corone gettate tra le onde in onore delle vittime del mare. La processione continua fino a raggiungere la chiesa di Santa Maria di Portonovo, dove si svolge la funzione religiosa.

## I sentieri del Monte Conero che partono dal Poggio

### Traversata del Monte
Nei pressi dell'Osteria del Poggio inizia il principale sentiero del Monte d'Ancona, (itinerario n° 1 del Parco del Conero), seguendo il quale è possibile effettuare l'intera traversata occidentale del Conero e godere di magnifici panorami: a Pian Grande ci si affaccia sopra la baia di Portonovo, dal Belvedere Nord si scorgono il Poggio, le estreme propaggini del promontorio e il golfo di Ancona; dal Belvedere Sud si possono ammirare la spiaggia delle Due Sorelle e il Passo del Lupo; dai Piani di Raggetti è possibile invece ammirare un vasto orizzonte che abbraccia gran parte delle Marche, dai Monti Sibillini al Monte Catria.

### Sentiero dei Gigli
Nei pressi del lato settentrionale del campo sportivo del Poggio inizia il sentiero dei Gigli (itinerario n° 8 del Parco del Conero), che nella sua parte iniziale passa a fianco di vecchie cave di pietra; esse sono assai interessanti dal punto di vista geologico, dato che attraverso gli strati rocciosi passa, molto ben visibile, il limite Cretaceo/Terziario.

### Sentiero delle Grotte Romane
Il sentiero delle Grotte Romane (itinerario n° 7 del Parco del Conero) inizia nei pressi del lato meridionale del campo sportivo del Poggio. Esso conduce dapprima nel più esteso bosco di caducifoglie del Monte e poi, dopo aver attraversato il prato degli abeti ed un tratto di pineta, arriva all'ingresso delle Grotte Romane.
Queste sono antiche cave di pietra scavate nei fianchi del promontorio per estrarre il cosiddetto travertino, che in realtà, in questo caso, indica un tipo di calcarenite usata anche per costruire il Duomo di Ancona e il basamento dell'Arco di Traiano. Le grotte sono assai suggestive, sia per l'anomala caratteristica di procedere in salita, sia per le leggende ad esse legate.

### Anello del Poggio
I due rami dell'itinerario n° 18 (anello del Poggio) partono uno dalla chiesa di San Biagio e l'altro dalla vecchia scuola elementare. Entrambi conducono alla ridente valle del torrente Boranico attraversando un territorio in cui i campi coltivati sono inframezzati da boschi e pascoli.

## Dialetto
(Giuseppe Bartolucci, da Biagin cucal e altri versi)
Il dialetto poggese, quello di Varano, di Montacuto, di Passo Varano, di Camerano e quello di Massignano, fino agli anni '70 del 1900, avevano caratteristiche diverse dal dialetto del capoluogo e dei centri circostanti; infatti costituivano l'isola linguistica gallica del Monte Conero, oramai in pericolo di estinzione a favore del dialetto anconetano. Esiste una interessante tradizione letteraria in poggese, cosa certo insolita in centri abitati di analoghe dimensioni e prova di un forte senso di appartenenza e di un tenace legame con le tradizioni